# Naturschutzgebiet Steinkuhle und Hillmickebach
Das Naturschutzgebiet Steinkuhle und Hillmickebach ist ein 26,85 ha großes Naturschutzgebiet (NSG) nördlich vom Dorf Hillmicke im Gemeindegebiet von Wenden im Kreis Olpe in Nordrhein-Westfalen. Es wurde 2008 vom Kreistag mit dem Landschaftsplan Nr. 4 Wenden – Drolshagen ausgewiesen. Westlich des NSG liegt die Bundesautobahn 45 nur wenige Meter entfernt. Seit 2020 grenzt im Stadtgebiet Olpe direkt das Naturschutzgebiet Springe an.

## Gebietsbeschreibung
Bei dem NSG handelt es sich um einen großen zusammenhängenden Laubwaldkomplex und einem kleinflächigen Feuchtgrünlandkomplex. Im Laubwald findet sich eine durch vorausgegangene Niederwaldnutzung geprägte Flora.